# Zala
 Ovo je glavno značenje pojma Zala. Za druga značenja pogledajte Zala (razdvojba).
Zala je rijeka u Mađarskoj, izvor joj se nalazi na tromeđi granica sa Slovenijom i Austrijom, kod mjesta Őrséga u Željeznoj županiji.

## Zemljopis
Riječni izvor se nalazi u zapadnom dijelu Mađarske, u Željeznoj županiji, kod mjesta Őrséga. Na gornjem dijelu toka teče na istok sve do grada Jegerseka (Zalaegerszega), gdje skreće ka sjeveroistoku, dok kod grada Türje skreće ka jugu. Tada ulazi u pleistocentnu ravan i gdje se na kraju ulijeva u Blatno jezero kod mjesta Kestela.

## Zanimljivosti
Najstariji izvor o rijeci je u rimskim spisima i rijeka se spominje pod imenom Salla. U nekim kasnijim slavenskim spisima se spominje pod imenom Sala. Županija, a vjerojatno i ostala mjesta pored rijeke dobila su ime po rijeci.

## Poveznice
- Popis rijeka u Mađarskoj

## Vanjske poveznice
- Zemljovidi rijeka u Mađarskoj  Arhivirana inačica izvorne stranice od 13. siječnja 2007. (Wayback Machine)